# ريج ستيوارت
ريج ستيوارت (بالإنجليزية: Reg Stewart)‏ (30 أكتوبر 1925 بشفيلد في المملكة المتحدة - 6 مارس 2011) هو لاعب كرة قدم بريطاني (وحمل سابقاً جنسية المملكة المتحدة لبريطانيا العظمى وأيرلندا) في مركز الدفاع. لعب مع شيفيلد وينزداي وكولتشستر يونايتد وهاستينغز يونايتد وF.C. Clacton ‏.